# Масленников, Николай Александрович
Николай Александрович Масленников (апрель 1933, Харьков — 1992) — советский футболист, полузащитник.
Воспитанник «Шахтера» Харьков, тренер М. Рогачевский. Выступал за харьковские команды «Локомотив» (1952, 1954—1955) и «Авангард» (1956—1963), а также за ДО Киев (1953) и «Спартак» Белгород (1964). В чемпионате СССР (1954, 1960—1963) сыграл 106 матчей, забил два гола.
Работал тренером в школе «Металлиста». Среди воспитанников — Владимир Линке.